# Alice Perrers

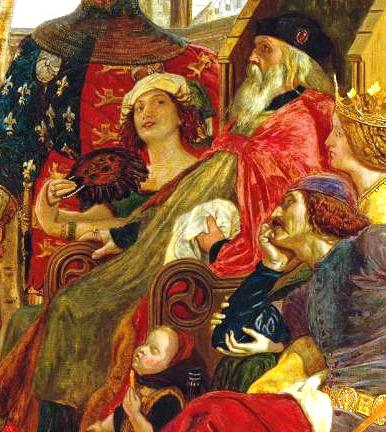
Alice Perrers und Eduard III.

Alice Perrers (* etwa 1342; † 1400) war eine Mätresse König Eduards III. von England.

## Leben
Sie war von „niederer Geburt“ und heiratete um 1360 den Juwelier Janyn Perrers, der bereits 1364 starb.
Perrers wurde Hofdame bei Philippa von Hainault, der Gattin von König Eduard III., und nach Philippas Tod (1369) dessen Geliebte. Sie bekam drei uneheliche Kinder, John de Southeray, Joan und Jane. Man geht davon aus, dass sie mit Älterwerden und Erkrankung von Edward III. großen Einfluss hatte und diesen unter anderem zugunsten von John of Gaunt, 1. Duke of Lancaster, zumindest anfangs, einsetzte. Nachgesagt wurde ihr erhebliche Korruption.
Außerdem galt lange Zeit Nicholas Lytlington als Sohn der beiden. Dieser wurde jedoch bereits 1333 Mönch (also zu einem Zeitpunkt als Edward III. erst 21 Jahre alt war). Lytlington wurde 1352 Prior von Westminster und war von 1362 bis 1386 Abt von Westminster.
In den 1370er Jahren heiratete sie Sir William de Wyndsor (um 1322–1384). Der genaue Zeitpunkt ist unbekannt. Das erste Treffen ist für 1372 bezeugt. 1376 wurde im „Good Parliament“ bekannt, dass sie verheiratet war. Ein Jahr später stand sie allerdings als „Sole Femme“ (alleinstehende Frau) vor Gericht. Die Ehe blieb kinderlos.

## Rezeption
Sie wird in den historischen Romanen Das Lächeln der Fortuna von Rebecca Gablé (1997) und Die Vertraute des Königs (Originaltitel: „The King´s Mistress“, 2009) von Emma Campions dargestellt.